# Raymond Weaver
Raymond Melbourne Weaver (Baltimora, 1888 – New York, 4 aprile 1948) è stato un insegnante statunitense presso la Columbia University di New York dal 1916 al 1948.
A lui si deve la riscoperta di Herman Melville all'inizio degli anni venti del XX secolo. Fu anche grazie a Weaver che il romanzo inedito "Billy Budd" venne riscoperto e pubblicato a cura della Columbia University nel 1924.
Tenne anche un corso su Dante. Sembra che durante una festa degli anni trenta qualcuno gli avesse chiesto se aveva mai letto "Via col Vento". Quando Weaver disse di no, il suo interlocutore lo invitò a farlo, visto che il romanzo era già uscito da sei mesi. Al che Raymond Weaver chiese allo stesso interlocutore se avesse mai letto la Divina Commedia. Quando l'ospite disse di no, il professore Weaver lo invitò a leggerla, essendo già stata pubblicata da ben 600 anni.

## Opere
- Herman Melville, Mariner and Mystic, 1921 New York
- Black Valley, 1926 New York